# Lyncourt
Lyncourt – jednostka osadnicza w Stanach Zjednoczonych, w stanie Nowy Jork, w hrabstwie Onondaga.